# Serie A 1989/1990
Soutěžní ročník Serie A 1989/90 byl 88. ročník nejvyšší italské fotbalové ligy a 58. ročník od založení Serie A. Soutěž začala 27. srpna 1989 a skončila 29. dubna 1990. Účastnilo se jí opět 18 týmů, z toho 14 se kvalifikovalo z minulého ročníku. Poslední čtyři týmy předchozího ročníku, jimiž byly Turín Calcio, Pescara Calcio, Pisa SC a Como Calcio, sestoupily do druhé ligy. Opačným směrem putovaly čtyři týmy, a to Janov 1893 (vítěz druhé ligy), AS Bari, Udinese Calcio a US Cremonese.
Titul v soutěži obhajoval klub FC Inter Milán, který v minulém ročníku získal 13. prvenství v soutěži.

## Přestupy hráčů
| Jméno                   | odkud                | kam            |  |
| ----------------------- | -------------------- | -------------- |  |
| Jürgen Klinsmann        | VfB Stuttgart        | FC Inter Milán |  |
| Ramón Díaz              | FC Inter Milán       | AS Monaco      |  |
| Gianfranco Zola         | ASD Torres           | SSC Neapol     |  |
| Pietro Paolo Virdis     | Milán AC             | US Lecce       |  |
| Pierluigi Casiraghi     | Calcio Monza         | Juventus FC    |  |
| Salvatore Schillaci     | AC Riunite Messina   | Juventus FC    |  |
| Sergej Alejnikov        | FK Dinamo Minsk      | Juventus FC    |  |
| Michael Laudrup         | Juventus FC          | FC Barcelona   |  |
| Alessandro Altobelli    | Juventus FC          | Brescia Calcio |  |
| Antonio Cabrini         | Juventus FC          | Bologna FC     |  |
| Stéphane Demol          | Bologna FC           | FC Porto       |  |
| Thomas Berthold         | AC Hellas Verona     | AS Řím         |  |
| Claudio Caniggia        | AC Hellas Verona     | Atalanta BC    |  |
| Luboš Kubík             | SK Slavie Praha      | AC Fiorentina  |  |
| Glenn Hysén             | AC Fiorentina        | FC Liverpool   |  |
| Abel Balbo              | River Plate          | Udinese Calcio |  |
| Néstor Sensini          | CA Newell's Old Boys | Udinese Calcio |  |
| João Paulo              | Guarani FC           | AS Bari        |  |
| Carlos Alberto Aguilera | CA Peñarol           | Janov 1893     |  |
| Rubén Paz               | Racing Club          | Janov 1893     |  |
| Srečko Katanec          | VfB Stuttgart        | UC Sampdoria   |  |
| Attilio Lombardo        | US Cremonese         | UC Sampdoria   |  |

## Složení ligy v tomto ročníku
| Klub               | Město         | Stadión                        | Kapacita | Trenér                                        | 1988/89          |
| ------------------ | ------------- | ------------------------------ | -------- | --------------------------------------------- | ---------------- |
| Ascoli Calcio 1898 | Ascoli Piceno | Stadio Cino e Lillo Del Duca   | 40 000   | Eugenio Bersellini (do 21. kola) Aldo Agroppi | 12.              |
| AS Bari            | Bari          | Stadio della Vittoria          | 40 000   | Gaetano Salvemini                             | Serie B          |
| Atalanta BC        | Bergamo       | Stadio Comunale                | 43 000   | Emiliano Mondonico                            | 6.               |
| Bologna FC         | Bologna       | Stadio Renato Dall'Ara         | 40 000   | Luigi Maifredi                                | 14.              |
| AC Cesena          | Cesena        | Stadio Dino Manuzzi            | 35 900   | Marcello Lippi                                | 13.              |
| US Cremonese       | Cremona       | Stadio Giovanni Zini           | 25 000   | Tarcisio Burgnich                             | Serie B          |
| AC Fiorentina      | Florencie     | Stadio Comunale                | 58 000   | Bruno Giorgi (do 30. kola) Francesco Graziani | 7.               |
| Janov 1893         | Janov         | Stadio Luigi Ferraris          | 57 800   | Franco Scoglio                                | Serie B          |
| UC Sampdoria       | Janov         | Stadio Luigi Ferraris          | 57 800   | Narciso Pezzotti + Vujadin Boškov             | 5.               |
| US Lecce           | Lecce         | Stadio Via del Mare            | 55 000   | Carlo Mazzone                                 | 9.               |
| FC Inter Milán     | Milán         | Stadio Giuseppe Meazza         | 83 000   | Giovanni Trapattoni                           |                  |
| Milán AC           | Milán         | Stadio Giuseppe Meazza         | 83 000   | Arrigo Sacchi                                 | Bronzová medaile |
| SSC Neapol         | Neapol        | Stadio San Paolo               | 81 000   | Alberto Bigon                                 | Stříbrná medaile |
| SS Lazio           | Řím           | Stadio Flaminio                | 40 000   | Giuseppe Materazzi                            | 10.              |
| AS Řím             | Řím           | Stadio Flaminio                | 40 000   | Luigi Radice                                  | 13.              |
| Juventus FC        | Turín         | Stadio Comunale Vittorio Pozzo | 71 000   | Dino Zoff                                     | 4.               |
| Udinese Calcio     | Udine         | Stadio Flaminio                | 71 000   | Bruno Mazzia (do 16. kola) Rino Marchesi      | Serie B          |
| AC Hellas Verona   | Verona        | Stadio Marcantonio Bentegodi   | 47 800   | Osvaldo Bagnoli                               | 11.              |

## Tabulka
| Poř. | Tým                | Z  | V  | R  | P  | VG | OG | B  |
| ---- | ------------------ | -- | -- | -- | -- | -- | -- | -- |
| 1.   | SSC Neapol         | 34 | 21 | 9  | 4  | 57 | 31 | 51 |
| 2.   | Milán AC 1         | 34 | 22 | 5  | 7  | 56 | 27 | 49 |
| 3.   | FC Inter Milán     | 34 | 17 | 10 | 7  | 55 | 32 | 44 |
| 4.   | Juventus FC        | 34 | 15 | 14 | 5  | 56 | 36 | 44 |
| 5.   | UC Sampdoria 2     | 34 | 16 | 11 | 7  | 46 | 26 | 43 |
| 6.   | AS Řím             | 34 | 14 | 13 | 7  | 45 | 40 | 41 |
| 7.   | Atalanta BC        | 34 | 12 | 11 | 11 | 36 | 43 | 35 |
| 8.   | Bologna FC         | 34 | 9  | 16 | 9  | 29 | 36 | 34 |
| 9.   | SS Lazio           | 34 | 8  | 15 | 11 | 34 | 33 | 31 |
| 10.  | AS Bari            | 34 | 6  | 19 | 9  | 34 | 37 | 31 |
| 11.  | Janov 1893         | 34 | 6  | 17 | 11 | 27 | 31 | 29 |
| 12.  | AC Fiorentina      | 34 | 7  | 14 | 13 | 41 | 42 | 28 |
| 13.  | AC Cesena          | 34 | 6  | 16 | 12 | 26 | 36 | 28 |
| 14.  | US Lecce           | 34 | 10 | 8  | 16 | 29 | 46 | 28 |
| 15.  | Udinese Calcio     | 34 | 6  | 15 | 13 | 37 | 51 | 27 |
| 16.  | AC Hellas Verona   | 34 | 6  | 13 | 15 | 27 | 44 | 25 |
| 17.  | US Cremonese       | 34 | 5  | 13 | 16 | 29 | 50 | 23 |
| 18.  | Ascoli Calcio 1898 | 34 | 4  | 13 | 17 | 20 | 43 | 21 |

Poznámky
- Z = Odehrané zápasy; V = Vítězství; R = Remízy; P = Prohry; VG = Vstřelené góly; OG = Obdržené góly; B = Body
- za výhru 2 body, za remízu 1 bod, za prohru 0 bodů.
- 1  klub Milán AC hrál PMEZ 1990/91 protože byl obhájce trofeje.
- 2  klub UC Sampdoria hrál PVP 1990/91 protože byl obhájce trofeje.

|  | Mistr a přímý postup do PMEZ 1990/91 |
|  | Přímý postup do PMEZ 1990/91         |
|  | Přímý Postup do Poháru UEFA 1990/91  |
|  | Přímý postup do Poháru PVP 1990/91   |
|  | Sestup do Serie B 1990/91            |

## Střelecká listina
Nejlepším střelcem tohoto ročníku Serie A se stal nizozemský útočník Marco van Basten. Hráč Milán AC vstřelil 19 branek.
| P. | Nár        | Hráč                | Tým            | Branky |
| -- | ---------- | ------------------- | -------------- | ------ |
| 1. | Nizozemsko | Marco van Basten    | Milán AC       | 19     |
| 2. | Itálie     | Roberto Baggio      | AC Fiorentina  | 17     |
| 3. | Argentina  | Diego Maradona      | SSC Neapol     | 16     |
| 4. | Itálie     | Salvatore Schillaci | Juventus FC    | 15     |
| 5. | Německo    | Rudi Völler         | AS Řím         | 14     |
| 6. | Argentina  | Gustavo Dezotti     | US Cremonese   | 13     |
| 6. | Německo    | Jürgen Klinsmann    | FC Inter Milán | 13     |
| 8. | Německo    | Lothar Matthäus     | FC Inter Milán | 11     |
| 8. | Argentina  | Abel Balbo          | Udinese Calcio | 11     |
| 8. | Itálie     | Massimo Agostini    | AC Cesena      | 11     |
| 8. | Itálie     | Roberto Mancini     | UC Sampdoria   | 11     |

## Vítěz
| Serie A 1989/90 SSC Neapol (2. titul) |